# Grzępa
Grzępa (dawniej: niem. Neu Hakenberg) – osada w Polsce położona w województwie pomorskim, w powiecie sztumskim, w gminie Sztum.
W latach 1975–1998 miejscowość należała administracyjnie do województwa elbląskiego. 
Przed I wojną światową popularne kąpielisko.
W miejscowości był przystanek kolejowy Grzępa.